# Бородін Олександр Парфенійович
Олекса́ндр Парфе́нійович Бороді́н (*28 вересня (10 жовтня) 1848, Петербург — †26 березня (7 квітня) 1898) — російський інженер і вчений в галузі залізничного транспорту. Брат Бородіна Івана Парфенійовича
Закінчив Петербурзький технологічний інститут (1870) та Інститут шляхів сполучення (1872). До приїзду в Київ брав участь у будівництві Ряжсько-Вяземської залізниці, а потім кілька років керував нею. Багато років працював в Україні; з 1874 — керуючий Київсько-Брестською залізницею. 1877—1879 — начальник Південно-Західних залізниць.
Він першим у царській Росії заклав основи локомотивної науки. Автор ряду конструкцій паровозів з паровою машиною системи компаунд. 1881 на базі Київських майстерень Південно-Західних залізниць разом із Людвігом Леві організував першу у світі лабораторію для випробувань паровозів у стаціонарних умовах за розробленою ним методикою. Створені ним майстерні і лабораторії вважалися еталоном для всіх залізниць Російської імперії. Обладнав головні майстерні паровими машинами, новітніми механізмами й устаткуванням що дозволило ремонтувати, а також будувати пасажирські і вантажні вагони, паровози з удосконаленими паровими машинами.
З ім'ям Олександра Бородіна пов'язана і історія електричного освітлення не лише залізничних майстерень, а й усього Києва. 1878 року він відвідав виставку у Парижі, де серед іншого було експоновано електричні ліхтарі — новітню на той час технічну розробку, яка ще майже ніде не застосовувалася. Невдовзі у одному з цехів Київських залізничних майстерень Олександр Бородін встановив 4 електричних ліхтарі — перші у Києві.
Про це пізніше Олександр Бородін згадував так: «У 1878 році, коли я встановив у Київських залізничних майстернях перші 4 електричні ліхтарі для освітлення токарського цеху, це було такою новиною, що на моє запрошення оглянути цей рід освітлення відгукнулись більшість професорів Університету Св. Володимира. Через 18 років електричне освітлення проникнуло всюди: на заводи, вокзал, залізничні станції, театри, будинки, вулиці, швидко витісняючи інші види освітлення».
Бородін науково обґрунтував доцільність переходу до будування паровозів з паровою машиною тандем-компаунд. У 1885 за проектом Бородіна збудовано перший такий паровоз типу 2-2-0 (серія П).
При ньому залізниця з числа нерентабельних перейшла у розряд найприбутковіших у державі. Він створив один із найшвидкісних паровозів того часу, котрий на ділянці Київ — Козятин з 12-ма пасажирськими вагонами розвивав швидкість до 93 верст на годину, що відповідає майже 100 кілометрам.
За найкращі винаходи і дослідження в галузі залізничного транспорту Російське технічне товариство заснувало золоту медаль імені Бородіна.
Завдяки його зусиллям відкрито два технічних залізничних училища — в Одесі і Києві; була створена пенсійна каса, що вагомо допомагала залізничникам, що потрапили у біду; з'явилися перші їдальні для робітників, де вони могли замовити обіди і чай за низькими цінами або безкоштовно розігріти їжу, принесену з собою.
З 1882 року разом з Артуром Абрагамсоном видавав у Києві технічний журнал «Инженер».

## Вшанування пам'яті
- 2016 року на честь Олександра Бородіна було перейменовано одну з вулиць Києва (колишня вулиця Сергія Лазо).